# Ioan Giurgiu de Patak
Ioan Giurgiu de Patak (Horgospataka, 1680 – Alsószombatfalva, 1727. október 29.) a fogarasi görögkatolikus egyházmegye püspöke, valamint a román görögkatolikus egyház elöljárója volt 1715–1727 között.